# Sebastiano Addamo
(Massimiliano Perrotta)
Sebastiano Addamo (Catania, 18 febbraio 1925 – Catania, 9 luglio 2000) è stato uno scrittore e poeta italiano.

## Biografia
Sebastiano Addamo nasce da una famiglia originaria di Carlentini. Primo di cinque figli, tre femmine e due maschi, Addamo trascorre in questo piccolo comune del siracusano la propria fanciullezza, nel paese limitrofo, Lentini, compie gli studi liceali; si laurea il 12 marzo 1948 in Giurisprudenza nell'Università di Catania, discutendo una tesi su Adriano Tilgher dal titolo Tilgher Adriano: il suo pensiero e il suo concetto del diritto.
Dopo la laurea diventa assistente del relatore della sua tesi, il professor Orazio Condorelli, ma non intraprenderà mai la carriera universitaria a causa delle difficili condizioni economiche della sua famiglia. In questi anni partecipa alla vita culturale e politica del suo paese, Carlentini, come apprezzato consigliere comunale, e poi a Lentini come assessore al Bilancio nella giunta del sindaco Otello Marilli; fu, poi, preside del Liceo Gorgia-Vittorini di Lentini.
L'esordio narrativo risale al 1963 con Violetta, edito da Arnoldo Mondadori Editore, cui seguirono Il giudizio della sera del 1974 (edito da Garzanti e ristampato da Bompiani nel 2008); Un uomo fidato (1978), ancora edito da Garzanti; I mandarini calvi (1978), dato alle stampe dalla casa editrice dell'amico Vanni Scheiwiller; Le abitudini e l'assenza (1982), uscito con Sellerio; Palinsesti borghesi (1987), tre racconti pubblicati nuovamente da Scheiwiller; Piccoli dei (1994), una breve raccolta di racconti uscita per i tipi de Il Girasole di Angelo Scandurra; Non si fa mai giorno (1995), ancora con Sellerio.
Principali raccolte poetiche: La metafora dietro a noi (1980), pubblicata da Spirali; Il giro della vite (1983) e Le linee della mano (1990), uscite presso Garzanti; Alternative di memoria, apparsa in veste non definitiva sulla rivista Poesia e poi pubblicata da Scheiwiller (1995). A queste opere vanno aggiunte (oltre alle poesie inedite e a quelle apparse su rivista ma ancora non reperibili in volume) la breve raccolta Significati e parabole, uscita nel 1978 presso Guanda per il Collettivo di Poesia - Archivio La Fenice, e la plaquette del 1984 Il bel verbale, stampata da Scheiwiller e impreziosita da due acqueforti di Dimitri Plescan.
Ha pubblicato i volumi di saggi Vittorini e la narrativa siciliana contemporanea (Sciascia, 1962); I chierici traditi (Pellicanolibri, 1978); Oltre le figure (Sellerio, 1989); Racconti di editori (Scheiwiller, 1991). Per Laterza ha curato nel 1995 Pensaci, Giacomino! di Luigi Pirandello. Postumi sono apparsi il volume Sugli scrittori siciliani (Prova d'Autore, 2004), una raccolta di interventi di letteratura contemporanea a cura di Maria Cristina Uccellatore; e il poemetto Cena con comunisti e cadavere (Sikeliana, 2012).
Ha collaborato con quotidiani (La Sicilia, Il Mattino) e riviste (Nuovi Argomenti, Poesia, Cronache Parlamentari Siciliane).
Del 2000 è Farfalle, composizione musicale di Francesco Pennisi con testo di Addamo.
Massimiliano Perrotta ha curato versione teatrale e regia di due monologhi di Addamo: Fine di una giornata, tratto dall'omonimo racconto, che ha debuttato nel 2005 e nel 2008 è stato pubblicato dalla casa editrice La Cantinella; Quel grido, tratto dal libro Le abitudini e l'assenza, che ha debuttato nel 2011.
Suoi libri sono stati tradotti in Francia e in Bulgaria. Ha vinto il Premio Brancati 1975 e il Premio Nazionale Letterario Pisa 1984 (poesia).
A Catania viene assegnato un premio letterario internazionale a lui intitolato . La città siciliana gli ha anche intitolato una piazza.

## Opere

### Narrativa
- Violetta, Milano, Arnoldo Mondadori Editore, 1963
- Il giudizio della sera, Milano, Garzanti, 1974,
- Un uomo fidato, Milano, Garzanti, 1978
- I mandarini calvi, Milano, Scheiwiller, 1978
- Le abitudini e l'assenza, Palermo, Sellerio, 1982
- Palinsesti borghesi. Tre racconti, Milano, Scheiwiller, 1987
- Piccoli dei, Valverde, Il Girasole, 1994
- Non si fa mai giorno, Palermo, Sellerio, 1995

### Poesia
- Significati e parabole, Milano, Guanda, 1978
- La metafora dietro a noi, Milano, Spirali, 1980 (prefazione di Leonardo Sciascia)
- Il Giro della vite, Milano, Garzanti, 1983
- Il bel verbale, Milano, Scheiwiller, 1984
- Le linee della mano. 1983-1987, Milano, Garzanti, 1990
- Alternative di memoria. Poesie 1975-1983, Milano, Scheiwiller, 1995

### Saggistica
- Vittorini e la narrativa siciliana contemporanea, Caltanissetta-Roma, Sciascia, 1962
- I chierici traditi. Interventi sulla letteratura contemporanea, Catania, Pellicanolibri, 1978
- Oltre le figure, Palermo, Sellerio, 1989
- Zolfare di Sicilia, Palermo, Sellerio, 1989
- Racconti di editori, Milano, Scheiwiller, 1991

## Altri scritti
- Chestov e le beatitudini dell'impossibile, in «Pedagogia», Università di Catania, 1955
- Società, mito e poesia nella narrativa di Elio Vittorini, in «Incidenza», giugno-luglio, Catania, 1959
- Leonardo Sciascia e la Sicilia, in «Tempo di Letteratura», n.2, Napoli, 1960
- La Capria e la rassegnazione dopo l'impazienza, in «Incidenza», nn. 4-6, Catania, 1961
- Introduzione ad Albert Camus, "Annuario Istituto Magistrale Turrisi Colonna", 1968/1969
- Elogio di Oblomov, in «Nuovi argomenti», nn.23-24, Roma, 1971
- Machiavelli e la cultura, testi di Sebastiano Addamo (Suggestioni per Il Principe), Guido Almansi, Franco Baldini, Marie-José Baudinet, Jérôme Bindé, Anna Buttazzoni, Roberto Cecchetti, Noam Chomsky, Alain J.J. Cohen, Catherine Franchlin, Robert Georgin, Reuben Guilead, Shigeru Horiuchi, Massimo Meschini, Ugo Ronfani, Armando Verdiglione, Cesare Viviani, Venezia, Marsilio, 1979
- Congetture per una poesia teologica, in «Spirali», nn.2-3, Milano, 1980
- Proposizioni per una descrittiva intellettuale, in AA.VV., L'intellettuale e il sesso, Milano, Spirali, 1980
- Per Alberto Camus, in «Nuovi argomenti», nn.67-68, Roma, 1980
- Destino e poesia, in «Lunario», Acireale, marzo-aprile 1981
- Disincanto del diavolo, in «Spirali», Milano, ottobre 1981
- Brevi ipotesi intorno ad un libro di versi, in «Spirali», Milano, novembre 1981
- Impressioni sulla poesia contemporanea, in Atti del convegno su "La poesia contemporanea", Caltagirone, 1982
- Agricoltura in Sicilia, in «Il Sole 24 Ore» (inserto), Milano, ottobre-novembre 1988
- Salvatore Agati, Alla ricerca dell'11; introduzione di Giacinto Spagnoletti; postfazione di Sebastiano Addamo, Catania, Prova d'autore, 1988
- Quasimodo e la radice siciliana, «Kalós: arte in Sicilia», n.6 (nov.-dic), Palermo, 1992
- Cultura e paesaggio degli Iblei, testo di Sebastiano Addamo, fotografie di Giuseppe Leone, traduzione di Denis Gailor, Palermo, Ariete, 1993
- Sebastiano Addamo presenta "Pensaci, Giacomino!" di Luigi Pirandello: fenomenologia delle corna, Roma-Bari, Laterza, 1995

### Opere postume
- Sugli scrittori siciliani, a cura di Maria Cristina Uccellatore, Catania, Prova d'Autore, 2004
- Fine di una giornata, versione teatrale di Massimiliano Perrotta, Catania, La Cantinella, 2008
- Cena con comunisti e cadavere, a cura di Salvina Monaco, Mineo, Sikeliana, 2012

## Traduzioni

### In tedesco
- All right, 1966
- Un clarino per Rico, «Neue Deutsche Bauernzeitung», Berlino, 1968
- Il viaggio, «Neue Deutsche Bauernzeitung», Berlino, 1968

### In bulgaro
- Dovereno lice (Un uomo fidato), Christo G. Danov, Plovdiv, 1980

### In francese
- Les habitudes et l'absence (Le abitudini e l'assenza), Nimes, J. Chambon, 1989
- Le Jugement du soir (Il giudizio della sera), Nimes, J. Chambon, 1991